# 龙建章

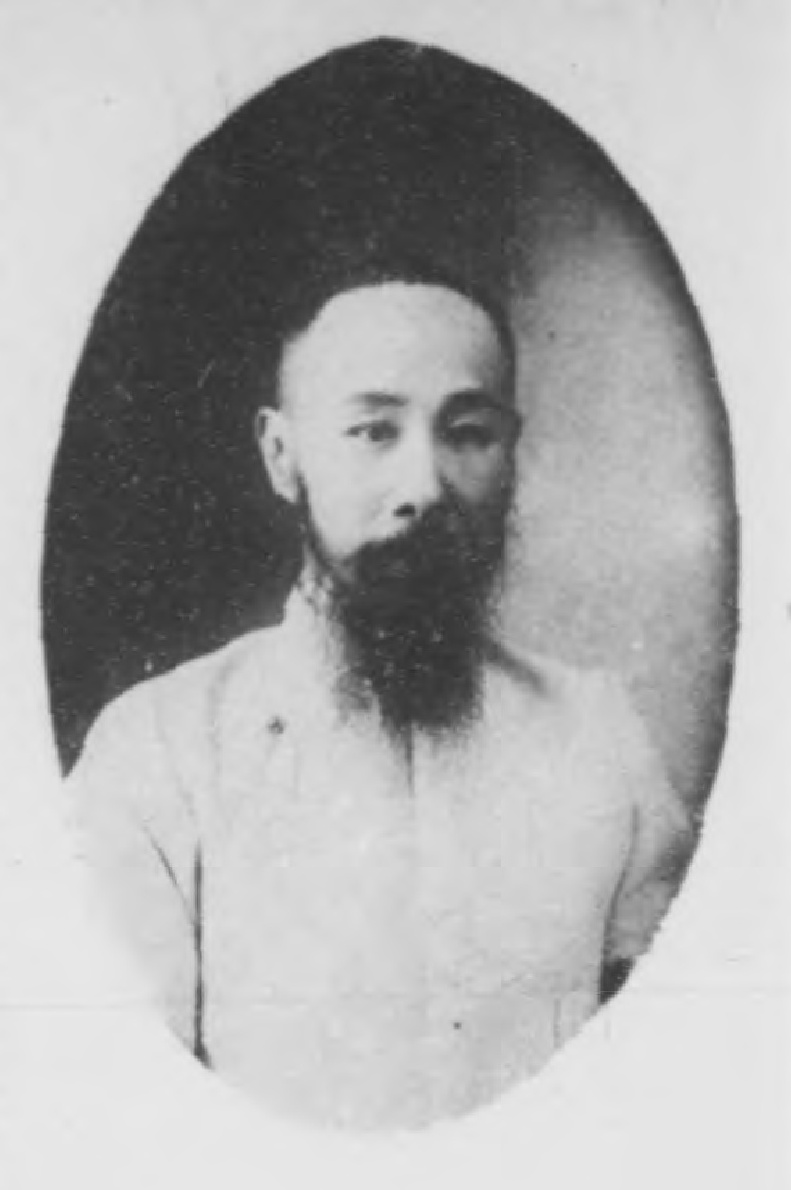

龙建章（1872年—20世纪？），字，广东顺德人，清朝及中华民国政治人物。
光緒三十年（1904年），龙建章中進士。入京師大学堂仕学馆及进士馆学习。此後，历任内阁中书，户部主事，吏部員外郎，邮传部郎中、佥事，京察一等，任出使各国考察政治大臣参赞，记名道府，记名丞参，保送御史，候补参议，郵传部参議。历佩俄、德、意、奥、比各国宝星。
中華民国成立後，龙建章于民国元年（1912年）5月起担任北京政府交通部参事。次年，任交通部電政司司長。还曾任交通部航政司司长。年末，升任郵传局局長，后兼任政治会议议员。民国三年（1914年）5月，成为約法会議議員。
民国四年（1915年）11月20日，出任贵州巡按使一职。筹安会成立后，反对袁世凯复辟帝制。12月25日云南独立，护国战争爆发，29日，龙建章通电各省及北京政事堂，“自披衷曲”，“痛陈厉害”，请召开国民会议，将国体变更一事重付表决，或由元首宣布取消帝制。遭驳斥后，即以母病，请假三月，民国五年（1916年）1月15日，袁世凯下令離任，16日早上，龙建章離開南寧。袁世凯曾封龙建章一等男爵（1915年12月21日），遂于1月21日，以龙建章奏请收回。
民国六年（1917年）6月，龙建章任李经羲内閣署理交通总長，直到内阁被張勳復辟中断。第二次段祺瑞內閣成立之初，龙建章继续留任，7月中辞任。
此後生平不详。